# Klasy czystości wód w Polsce
Klasy czystości wód – sposób klasyfikacji wód na podstawie ich przeznaczenia użytkowego i czystości stosowany w Polsce w latach 1970–2004. Od 2005 r. stosuje się nowy system Klasy jakości wód w Polsce.

## Podstawy prawne
Zgodnie z Rozporządzeniem Rady Ministrów z dnia 9 czerwca 1970 r. w sprawie norm dopuszczalnych zanieczyszczeń wód i warunków wprowadzania ścieków do wody i do ziemi wyróżniało się trzy klasy czystości wód, przy czym przy raportowaniu stanu  środowiska stosowane było również nieuwzględnione w rozporządzeniu pojęcie wód nieodpowiadających normom (NON, n.o.n.), zwanych wodami pozaklasowymi (P.K.). Szczegóły tej klasyfikacji były kilkukrotnie modyfikowane kolejnymi rozporządzeniami rządu lub ministra, np. w roku 1975 i 1991. Po przyjęciu przez Polskę Ramowej Dyrektywy Wodnej ocenę czystości i użyteczności gospodarczej wód zastąpiono oceną stanu ekologicznego. Według Rozporządzenia Ministra Środowiska z dnia 11 lutego 2004 r. w sprawie klasyfikacji dla prezentowania stanu wód powierzchniowych i podziemnych, sposobu prowadzenia monitoringu oraz sposobu interpretacji wyników i prezentacji stanu tych wód nowa klasyfikacja wód rezygnuje z pojęcia klasy czystości na rzecz klasy jakości: I, II, III, IV oraz V.

## Wyznaczanie klas
W myśl klasyfikacji obowiązującej w PRL klasy czystości miały być wyznaczane w zależności od ich przeznaczenia użytkowego przez organ centralny w przypadku większych rzek i jezior (w różnych okresach byli to kolejno: Prezes Centralnego Urzędu Gospodarki Wodnej, Minister Administracji, Gospodarki Terenowej i Ochrony Środowiska w porozumieniu z Ministrem Rolnictwa i ewentualnie Ministrem Handlu Zagranicznego i Gospodarki Morskiej oraz Minister Ochrony Środowiska i Zasobów Naturalnych) i organy wojewódzkie w pozostałych przypadkach. Wskaźniki zanieczyszczenia dopuszczalne w danej klasie miały się mieścić w określonych rozporządzeniem przedziałach. W roku 1991 zrezygnowano z odgórnego wyznaczania klas czystości wody, a pojęcie to zaczęło oznaczać stan faktyczny, wyznaczony na podstawie monitoringu. Kryteria pozostały podobne, jednak zwrot „przeznaczone do” zastąpiono zwrotem „nadające się do”. Od tego momentu klasy czystości wód ustalane były na podstawie wyników monitoringu stanu czystości rzek i jezior. Ocenę jakości przygotowuje się na podstawie wskaźników fizyczno-chemicznych i biologicznych. Klasyfikacji wód dokonuje się poprzez porównanie miarodajnych stężeń zanieczyszczeń określonych wskaźnikami, z normatywnymi stężeniami zanieczyszczeń określonymi w rozporządzeniach rządu lub ministra odpowiedniego do spraw ochrony środowiska.
Do roku 2004 obowiązywała czterostopniowa skala: wody I, II, III klasy oraz NON – pozaklasowe. Od roku 2005 zaś w raportach WIOŚ posługują się skalą pięciostopniową. Niedługo po tej reformie niektóre publikacje używały nadal pojęcia klas czystości, także dla wód klasy IV i V.

## Charakterystyka klas czystości
W okresie obowiązywania trójstopniowej skali czystości wód ogólna charakterystyka danej klasy nie ulegała dużym zmianom i wyglądała następująco:
- Klasa I – Wody tej klasy czystości mogą być wykorzystywane (do 1991 formułowano to „są przeznaczone”) jako źródło zaopatrzenia ludności w wodę pitną, jako źródło zaopatrzenia przemysłu spożywczego i innych gałęzi przemysłu wymagających tej klasy czystości wody oraz hodowli ryb łososiowatych.
- Klasa II – Wody tej klasy czystości mogą być wykorzystywane (do 1991 formułowano to „są przeznaczone”) jako źródło zaopatrzenia w wodę hodowli zwierząt, do celów rekreacji, sportów wodnych i kąpielisk oraz do hodowli ryb z wyjątkiem łososiowatych.
- Klasa III – Wody tej klasy czystości mogą być wykorzystywane (do 1991 formułowano to „są przeznaczone”) jako źródło zaopatrzenia w  wodę zakładów przemysłowych z wyjątkiem tych, dla których wymagana jest klasa I i II oraz do celów nawodnienia terenów rolnych i ogrodniczych.

Wartości graniczne szczegółowych wskaźników takich jak zawartość poszczególnych zanieczyszczeń określane były w odpowiednich rozporządzeniach. Część wskaźników była obligatoryjna – były to: ilość rozpuszczonego tlenu, BZT5, ChZTMn, stężenie fenoli, chlorków, siarczanów, substancji rozpuszczonych i zawiesin.
Wody niespełniające ww. norm bywały niekiedy nazywane nieformalnie wodami czwartej klasy, ale w oficjalnych publikacjach określane były jako wody pozaklasowe lub nieodpowiadające normom (n.o.n.)

## Stan wód w Polsce
Monitoring stanu wód w Polsce wykazywał, że większość badanych wód nie odpowiadała normom. Wynika to po części z metodologii oceny stanu wód, która zakłada, że stan wody wyznacza najgorszy zbadany czynnik. W związku z tym, nawet gdy pozostałe wskaźniki wskazywały nie najgorszy stan, ogólna ocena była niska, jeżeli choć jeden wskaźnik nie mieścił się w normach. Bardzo często najgorsze wartości wykazywał stan sanitarny określany przez miano Coli typu fekalnego.
Stan czystości wód rzecznych w 1995 r. przedstawia poniższa tabela:
| Klasa czystości | Procentowy udział badanych odcinków wód w danej klasie czystości | Procentowy udział badanych odcinków wód w danej klasie czystości | Procentowy udział badanych odcinków wód w danej klasie czystości | Procentowy udział badanych odcinków wód w danej klasie czystości | Procentowy udział badanych odcinków wód w danej klasie czystości | Procentowy udział badanych odcinków wód w danej klasie czystości |
|                 | Na podstawie stanu sanitarnego                                   | Na podstawie zanieczyszczeń organicznych                         | Na podstawie substancji biogennych                               | Na podstawie ilości zawiesiny                                    | Na podstawie stopnia zasolenia                                   | Na podstawie kryterium fizyczno-chemicznego                      |
| --------------- | ---------------------------------------------------------------- | ---------------------------------------------------------------- | ---------------------------------------------------------------- | ---------------------------------------------------------------- | ---------------------------------------------------------------- | ---------------------------------------------------------------- |
| I               | 0                                                                | 27,1                                                             | 6,8                                                              | 57,1                                                             | 73                                                               | 2,9                                                              |
| II              | 3,1                                                              | 58,8                                                             | 22,2                                                             | 21,6                                                             | 14,3                                                             | 20,3                                                             |
| III             | 11,8                                                             | 12,7                                                             | 32,9                                                             | 17,3                                                             | 4,1                                                              | 33,8                                                             |
| n.o.n.          | 85,1                                                             | 1,4                                                              | 38,1                                                             | 4                                                                | 8,6                                                              | 43                                                               |
Wartości te ulegały niejednokrotnie znacznym zmianom w ciągu kilku lat. Na podstawie monitoringu podstawowego (a więc o zakresie danych nieco innym niż użyty w powyższej tabeli) można zauważyć zmiany, które nastąpiły w ciągu pięciu lat:
| Klasa czystości            | Procentowy udział badanych odcinków wód w danej klasie czystości | Procentowy udział badanych odcinków wód w danej klasie czystości |
| rok                        | 1992                                                             | 1997                                                             |
| parametry fizykochemiczne  | parametry fizykochemiczne                                        | parametry fizykochemiczne                                        |
| -------------------------- | ---------------------------------------------------------------- | ---------------------------------------------------------------- |
| I                          | 0                                                                | 0,7                                                              |
| II                         | 1,7                                                              | 6,5                                                              |
| III                        | 13,9                                                             | 28,1                                                             |
| n.o.n.                     | 84,4                                                             | 64,7                                                             |
| parametry mikrobiologiczne |                                                                  |                                                                  |
| I                          | 0                                                                | 0                                                                |
| II                         | 1,5                                                              | 3,8                                                              |
| III                        | 12,5                                                             | 19,8                                                             |
| n.o.n.                     | 86                                                               | 76,4                                                             |

## Wody podziemne
Od początku lat 90. XX w. prowadzony jest też monitoring czystości wód podziemnych. W połowie lat 90. Państwowa Inspekcja Ochrony Środowiska ustaliła skalę czterostopniową, która nominalnie zachowała trzy klasy:
- klasa Ia – wody najwyższej jakości,
- klasa Ib – wody wysokiej jakości,
- klasa II – wody średniej jakości,
- klasa III – wody niskiej jakości.

Od 2004 roku wody podziemne, podobnie jak powierzchniowe, również dzielone są na 5 klas: 
- Klasa I – bardzo dobra (oznaczana kolorem niebieskim),
- Klasa II – dobra (oznaczana kolorem zielonym),
- Klasa III – zadowalająca (oznaczana kolorem żółtym),
- Klasa IV – niezadowalająca (oznaczana kolorem pomarańczowym),
- Klasa V – zła (oznaczana kolorem czerwonym).